# Stenophylax maroccanus
Stenophylax maroccanus är en nattsländeart som beskrevs av Navás 1917. Stenophylax maroccanus ingår i släktet Stenophylax och familjen husmasknattsländor. Inga underarter finns listade i Catalogue of Life.